# Madeleine Funck-Hellet
Madeleine Lucie Funck-Hellet (Clichy, 17 november 1891 – Fréjus, 26 februari 1976) was een Frans kunstschilder  en toneelschrijver.

## Leven en werk
Hellet was een dochter van Paul Louis Hellet, arts en burgemeester in Clichy, en Marie Marguerite Ferret. Ze kreeg schilderlessen van Ferdinand Humbert. Hellet trouwde in 1921 met de uit Luxemburg afkomstige arts Charles Funck (1883-1976), die ook schilderde en publiceerde over kunst. Beiden voerden de naam Funck-Hellet.
Funck-Hellet schilderde in olieverf onder andere portretten en interieurs. Ze exposeerde haar werk in binnen- en buitenland, onder meer bij de salons van de Cercle Artistique de Luxembourg (vanaf 1925), de Salon des Indépendents (vanaf 1926) en de salons in Clichy. Ze was lid van de Société nationale des beaux-arts. Onder het pseudoniem Helle Hellet of kortweg Hellet schreef ze in de jaren 50 en 60 een aantal komedies.
Madeleine Funck-Hellet overleed op 84-jarige leeftijd, twee weken na haar echtgenoot.

## Enkele werken
- 1958 L'idee coup able eut nom Gribouille, komedie in vier bedrijven.
- 1959 Camping Cigalou, komedie in drie bedrijven.
- 1961 Elle apprend sa mort!, komedie in drie bedrijven.